# Luitgard av Vermandois
Luitgard av Vermandois, född cirka 914, död 9 februari 978, var genom giftermål hertiginna av Normandie och en grevinna av Blois.
Hon var dotter till greve Heribert II av Vermandois och Hildebrand av Frankrike. Hon var gifte sig 940 med hertig Vilhelm I av Normandie. Hon fick inga barn under sitt första äktenskap.  Hon gifte sig 943 med greve Theobald I av Blois. Hon fick fem barn med sin andre make. Hennes namn spåras i ett antal donationer till kyrkor.